# Besiers-Carcassona
Besiers-Carcassona fou un llinatge vescomtal que va governar els vescomtats de Besiers i Agde.
Per el matrimoni de la vescomtessa Garsenda de Besiers i Agde (994-1034), els vescomtats van passar al comte de Ramon I de Carcassona (+ 1010) i llavors als seus fills. Els fills i successors de Ramon I, Guillem i Pere, es van repartir els dominis paterns, i el segon va iniciar la línia de Besiers-Carcassona.